# Guzmania erythrolepis
Guzmania erythrolepis là một loài thực vật có hoa trong họ Bromeliaceae. Loài này được Brongn. ex Planch. mô tả khoa học đầu tiên năm 1856.